# The Way I Are
The Way I Are ist ein Lied des US-amerikanischen Musikproduzenten Timbaland in Zusammenarbeit mit der US-amerikanischen Sängerin Keri Hilson und dem US-amerikanischen Rapper D.O.E. (alias John Maultsby). Es wurde am 3. Juli 2007 als zweite Singleauskopplung aus Timbalands zweitem Studioalbum Shock Value veröffentlicht und erreichte im Vereinigten Königreich Platz 1 der offiziellen Singlecharts.

## Hintergrund
The Way I Are wurde von  Timbaland, Keri Hilson, D.O.E., Danja, The Clutch (alias Balewa Muhammad) und Candice Nelson geschrieben und komponiert. Timbaland und Danja übernahmen, wie bei weiteren Liedern auf dem Album Shock Value, so unter anderem Give It to Me, ebenfalls die Produktion. Die Aufnahme von The Way I Are wurde, wie das komplette Album, von Demacio Castellon in Timbalands Musikstudio Thomas Crown Studios in Virginia Beach durchgeführt. Die Abmischung fand in den Pacifique Recording Studios in North Hollywood unter der Leitung von Marcella Araica statt. Mit dem Programm Pro Tools wurde das Lied von Ron Taylor bearbeitet.

## Komposition
The Way I Are wird in die Genres Contemporary R&B und EDM eingeordnet. Das im Viervierteltakt komponierte Lied ist in as-Moll geschrieben und besitzt ein Tempo von 114 Schlägen pro Minute. Der Stimmumfang reicht von E3 bis E5, die Instrumentation besteht aus dem Klavier und Drums. Der Text ist in Strophe-Bridge-Refrain-Modus aufgebaut. Die ersten beiden Strophen rappt Timbaland, bevor sich jeweils die von Hilson gesungene Bridge anschließt. Nach der Bridge folgt der von beiden vorgetragene Refrain. Die dritte Strophe wird von D.O.E. gerappt, in einer weiteren Version des Liedes rappt zusätzlich der Bruder von Timbaland, Garland Waverly Mosley alias Sebastian, die dritte Strophe. Inhaltlich behandelt der Song eine Art Rollentausch, der Mann kann der Frau finanziell nicht viel bieten, ihr ist dies jedoch egal, da sie ihn so mag wie er ist.
| „I ain’t got no money I ain’t got no car to take you on a date I can’t even buy you flowers But together we’ll be the perfect soulmates Talk to me girl.“ – erste Strophe, Originalauszug | „Ich habe kein Geld Ich habe kein Auto, um dich auf ein Date einzuladen Ich kann dir noch nicht mal Blumen kaufen Aber zusammen wären wir die perfekten Seelenverwandten Sprich mit mir, Mädchen.“ – erste Strophe, deutsche Übersetzung |

## Rezeption

### Kritiken
The Way I Are wurde von den Kritikern gemischt aufgenommen. Für Dani Fromm von Laut.de „bleibt an den Produktionen (des Albums) nichts zu rütteln“, dennoch klingt für ihn The Way I Are „verdammt nach einer Kreuzung aus Salt’n’Pepas ‚Push It‘ mit einer beliebigen 80er-Jahre-Synthiepopnummer“. Auch für Nate Patrin von Pitchfork Media weist der Song Ähnlichkeiten zu Salt ’n’ Pepas Push It auf, dennoch bezeichnet er ihn als „ungelogen umwerfend“. Ben Ratliff von der New York Times bezeichnete The Way I Are als „bizarren Song, der den Hip-Hop-Produzenten Timbaland in einen Pop-Star wandelt“, für ihn klang Hilson bei diesem Lied mehr „wie ein Roboter, der Noten und Gefühle nach Kommando zwitschert“.

### Preise
Bei den MTV Video Music Awards 2007 war das Lied in der Kategorie Monster Single of the Year nominiert, musste sich aber Rihannas Umbrella geschlagen geben. Bei den Teen Choice Awards 2007 gewann The Way I Are die Kategorie Choice Music: Rap Track. Des Weiteren liegt The Way I Are auf Platz 9 der meistgestreamten Songs 2007 über iTunes.

## Kommerzieller Erfolg

### Chartplatzierungen
The Way I Are erreichte weltweit hohe Chartplatzierungen. In die deutschen Singlecharts stieg das Lied am 20. Juli 2007 auf Platz 11 ein. In der sechsten Woche wurde mit dem fünften Platz die beste Position erreicht, dieser Platz konnte für drei Wochen gehalten werden. Insgesamt verbrachte The Way I Are elf Wochen in den deutschen Top-10. Nach einem nochmaligen Charteintritt im Mai 2008 konnte sich das Lied insgesamt für 34 Wochen in den deutschen Singlecharts platzieren. Für Hilson war dies der ersten Top-10-Erfolg in Deutschland. Für über 300.000 verkaufte Exemplare wurde die Single vom Bundesverband Musikindustrie 2018 mit einer Platin-Schallplatte ausgezeichnet. Auch in den Ö3 Austria Top 40 mit Platz 4 und in der Schweizer Hitparade mit Platz 3 wurden die Top-5 der dortigen Singlecharts erreicht. Von der IFPI Schweiz wurde das Lied mit einer Platin-Schallplatte ausgezeichnet.
In den britischen Singlecharts gelang der Einstieg bereits am 30. Juni 2007 auf Platz 86. Am 4. August 2007 wurde Platz 1 der Singlecharts erreicht, wodurch The Way I Are nach Give It to Me der zweite Nummer-eins-Hit im Vereinigten Königreich für Timbaland wurde. Insgesamt hielt sich der Song zwei Wochen auf Platz 1, zwölf Wochen in den Top-10 und 45 Wochen in den kompletten Charts. Für über 600.000 Verkäufe von The Way I Are erhielt Timbaland von der British Phonographic Industry eine Platin-Schallplatte. Bis August 2017 hat sich die Single über 624.000 mal im Vereinigten Königreich verkauft. In den Billboard Hot 100 stieg der Song am 16. Juni 2007 auf Platz 78 ein, nach zehn Chartwochen erreichte er mit Platz 3 die beste Platzierung. Für Hilson war dies der erste und für Timbaland der vierte Top-10-Erfolg in den Vereinigten Staaten. Der Song wurde in den USA über 3 Millionen Mal verkauft. Weitere Nummer-eins-Platzierungen gelangen The Way I Are in Australien, Dänemark, Irland, Kanada, Norwegen und Ungarn.
| ChartsChartplatzierungen       | Höchstplatzierung | Wochen |
| ------------------------------ | ----------------- | ------ |
| Deutschland (GfK)              | 5 (34 Wo.)        | 34     |
| Österreich (Ö3)                | 4 (36 Wo.)        | 36     |
| Schweiz (IFPI)                 | 3 (48 Wo.)        | 48     |
| Vereinigte Staaten (Billboard) | 3 (38 Wo.)        | 38     |
| Vereinigtes Königreich (OCC)   | 1 (45 Wo.)        | 45     |

| ChartsJahrescharts (2007)      | Platzierung |
| ------------------------------ | ----------- |
| Deutschland (GfK)              | 16          |
| Österreich (Ö3)                | 23          |
| Schweiz (IFPI)                 | 21          |
| Vereinigte Staaten (Billboard) | 18          |
| Vereinigtes Königreich (OCC)   | 7           |

| ChartsJahrescharts (2008)      | Platzierung |
| ------------------------------ | ----------- |
| Schweiz (IFPI)                 | 81          |
| Vereinigte Staaten (Billboard) | 96          |

| ChartsJahrescharts (2000–2009) | Platzierung |
| ------------------------------ | ----------- |
| Vereinigte Staaten (Billboard) | 53          |

### Auszeichnungen für Musikverkäufe
The Way I Are wurde weltweit mit 3× Gold und 20× Platin ausgezeichnet. Damit wurden laut Auszeichnungen über 5,5 Millionen Einheiten der Single verkauft.
| Land/Region                  | Auszeichnungen für Musikverkäufe (Land/Region, Auszeichnung, Verkäufe) | Verkäufe  |
| ---------------------------- | ---------------------------------------------------------------------- | --------- |
| Australien (ARIA)            | Platin                                                                 | 70.000    |
| Belgien (BRMA)               | Gold                                                                   | 25.000    |
| Dänemark (IFPI)              | 4× Platin                                                              | 60.000    |
| Deutschland (BVMI)           | 5× Gold                                                                | 750.000   |
| Finnland (IFPI)              | —                                                                      | 5.340     |
| Griechenland (IFPI)          | Platin                                                                 | 20.000    |
| Italien (FIMI)               | Platin                                                                 | 100.000   |
| Kanada (MC)                  | 3× Platin                                                              | 240.000   |
| Neuseeland (RMNZ)            | 5× Platin                                                              | 150.000   |
| Schweden (IFPI)              | Platin                                                                 | 20.000    |
| Schweiz (IFPI)               | Platin                                                                 | 30.000    |
| Spanien (Promusicae)         | Gold                                                                   | 30.000    |
| Vereinigte Staaten (RIAA)    | 3× Platin                                                              | 3.000.000 |
| Vereinigtes Königreich (BPI) | 3× Platin                                                              | 1.800.000 |
| Insgesamt                    | 3× Gold · 25× Platin ·                                                 | 6.300.340 |

Hauptartikel: Timbaland/Auszeichnungen für Musikverkäufe

## Musikvideo
Das Musikvideo zu The Way I Are wurde von Shane Drake am 18. Mai 2007 in Manchester gedreht. Bei YouTube wurde das Video über 268 Millionen Mal aufgerufen (Stand: Juni 2019).